# Nyctemera diaphana
Nyctemera diaphana är en fjärilsart som beskrevs av Walter Karl Johann Roepke 1949. Nyctemera diaphana ingår i släktet Nyctemera och familjen björnspinnare. Inga underarter finns listade i Catalogue of Life.